# Quatzenheim
Quatzenheim je občina v departmaju Bas-Rhin francoske regije Alzacija.
Leta 1990 je v občini živelo 557 oseb oz. 181 oseb/km².